# Turčin
Turčin – wieś w Chorwacji, w żupanii varażdińskiej, w gminie Gornji Kneginec. W 2011 roku liczyła 931 mieszkańców.